# Israel Shamir
Israël Shamir (en ruso: Исраэль Шамир, [jɪsrɐˈɛlʲ ʂɐˈmʲir]; nacido en 1947 o 1948), también conocido por los nombres Robert David, Vassili Krasevsky, Jöran Jermas y Adam Ermash, es un escritor y periodista judío-ruso, conocido por promover desde 2001 el proyecto de un solo Estado para palestinos y judíos en Israel-Palestina,  considerado por algunos antisemita y negador del Holocausto. Colaborador y defensor de Julian Assange.
Nativo de Novosibirsk, Siberia, se mudó a Israel en 1969, sirvió como paracaidista en el ejército y peleó en la guerra de 1973. Después de la guerra se dedicó al periodismo.
Shamir ha publicado varios libros en distintos idiomas, y cientos de artículos, la mayor parte traducidos al español; la Liga contra el racismo y el antisemitismo (LICRA) le formó juicio a su editor francés, por su libro L'Autre Visage d'Israël (2004) publicado en inglés con el tîtulo Flowers of Galilee; pero fue reeditado por la editorial musulmana AlQalam. Ya no está prohibido en Francia..

## Libros
- La lluvia  verde de Yasuf (Los maestros del discurso I), ed. Ojeda, Barcelona, 2003
- El espîritu de Santiago (Los maestros del discurso II), ed. Ojeda, 2004
- Pardes, un estudio en la Câbala (Los maestros del discurso III) ed. Ojeda, 2006
- El Yugo de Siôn (Los maestros del discurso IV), ed. Ojeda, 2009
- No temâis (Los maestros del discurso V), ed. Ojeda, 2012
- Putin, Rusia y Occidente, ed. Ojeda, 2015
- Au nom du Christ, ed. Sigest, Paris, 2018
- L’Autre Visage d’Israël, Al Qalam 2004
- Pardes, une étude la Kabbale, Al Qalam, 2005
- La Bataille du discours, Booksurge, 2008
- Flowers of Galilee (en inglés), Dandelion 2004, ISBN 1-893302-78-4.
- Shamo 14 (en alemán), Egmont Manga & Anime GmbH (31 de julio de 2005)
- Rosa Luxemburg (en alemán), Promedia Verlagsges. Mbh (31 de marzo de 2005)
- Blumen aus Galiläa (en alemán), Promedia Verlagsges. Mbh (31 de marzo de 2005)
- (en francés)Notre-dame des Douleurs, Booksurge (abril de 2006) ISBN 1-4196-3623-5
- Our Lady of Sorrow (en inglés), Booksurge. (2006)ISBN 1-4196-0835-5
- Abraham Zacutto, The book of ligneage (Traducciôn del hebreo medieval al inglés)